# Leichtathletik-Weltmeisterschaften 2017/5000 m der Frauen

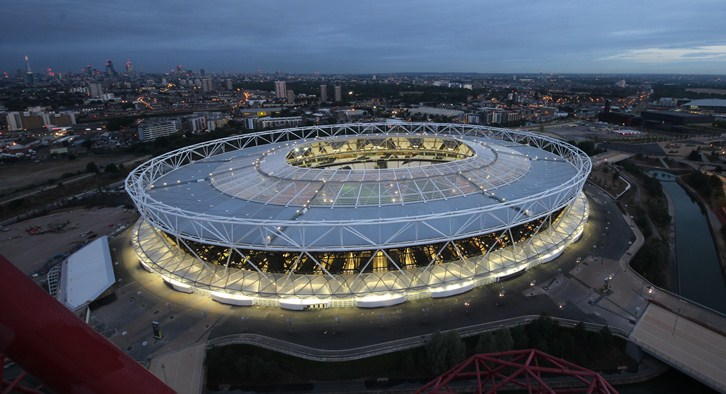
Das Olympiastadion London im Jahr 2017

Der 5000-Meter-Lauf der Frauen bei den Leichtathletik-Weltmeisterschaften 2017 wurde am 10. und 13. August 2017 im Olympiastadion der britischen Hauptstadt London ausgetragen.
Weltmeisterin wurde die kenianische Olympiazweite von 2016 und WM-Dritte von 2013 Hellen Obiri, die 2014 außerdem Afrikameisterin über 1500 Meter war.

Silber ging an die äthiopische Titelverteidigerin, Vizeweltmeisterin von 2013 und Afrikameisterin von 2014 Almaz Ayana. Über 10.000 Meter war sie die aktuelle Olympiasiegerin und hatte auch hier in London acht Tage zuvor das Rennen über die lange Bahndistanz für sich entschieden.

Bronze gewann die niederländische Vizeeuropameisterin von 2014 Sifan Hassan. Sie war über 1500 Meter 2015 WM-Dritte, 2014 Europameisterin und 2016 Vizeeuropameisterin geworden.

## Rekorde
| Weltrekord               | Tirunesh Dibaba | 14:11,15 min | Oslo, Norwegen                    | 6. Juni 2008    |
| Weltmeisterschaftsrekord | Almaz Ayana     | 14:26,83 min | WM in Peking, Volksrepublik China | 30. August 2015 |

Der bestehende WM-Rekord wurde bei diesen Weltmeisterschaften nicht eingestellt und nicht verbessert.

### Rekordverbesserung
Es wurde ein Landesrekord aufgestellt:

15:26,18 min – Muriel Coneo (Kolumbien), zweiter Vorlauf am 10. August

## Vorläufe
Aus den beiden Vorläufen qualifizierten sich die jeweils fünf Ersten jedes Laufes – hellblau unterlegt – und zusätzlich die fünf Zeitschnellsten – hellgrün unterlegt –  für das Halbfinale.

### Lauf 1

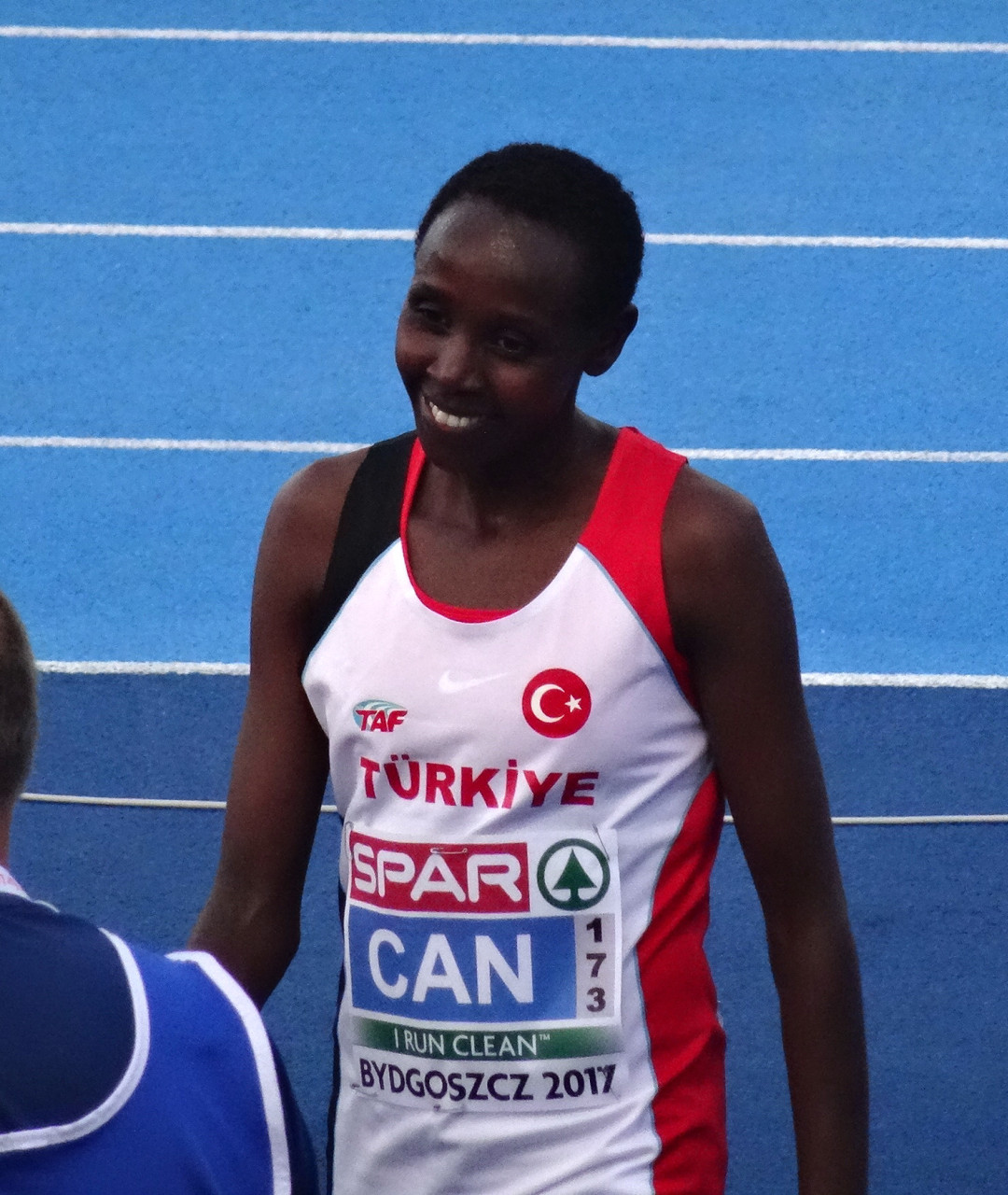
Yasemin Can – amtierende Europameisterin – ausgeschieden als Achte in 15:08,20 min

10. August 2017, 18:30 Uhr Ortszeit (19:30 Uhr MESZ)
| Platz | Name                | Land           | Zeit (min)  |
| ----- | ------------------- | -------------- | ----------- |
| 1     | Hellen Obiri        | Kenia          | 14:56,70    |
| 2     | Almaz Ayana         | Äthiopien      | 14:57,06 SB |
| 3     | Senbere Teferi      | Äthiopien      | 14:57,23    |
| 4     | Susan Krumins       | Niederlande    | 14:57,33    |
| 5     | Shannon Rowbury     | USA            | 14:57,55 SB |
| 6     | Sheila Chepkirui    | Kenia          | 14:57,58 PB |
| 7     | Laura Muir          | Großbritannien | 14:59,34    |
| 8     | Yasemin Can         | Türkei         | 15:08,20    |
| 9     | Alina Reh           | Deutschland    | 15:10,01 PB |
| 10    | Ana Lozano          | Spanien        | 15:14,23 PB |
| 11    | Bontu Rebitu        | Bahrain        | 15:16,70 PB |
| 12    | Mercyline Chelangat | Uganda         | 15:16,75    |
| 13    | Andrea Seccafien    | Kanada         | 15:19,39    |
| 14    | Ayuko Suzuki        | Japan          | 15:24,86    |
| 15    | Eloise Wellings     | Australien     | 15:25,92    |
| 16    | Camille Buscomb     | Neuseeland     | 15:40,41    |
| DNS   | Sarah Lahti         | Schweden       |             |

Weitere im ersten Vorlauf ausgeschiedene Läuferinnen:

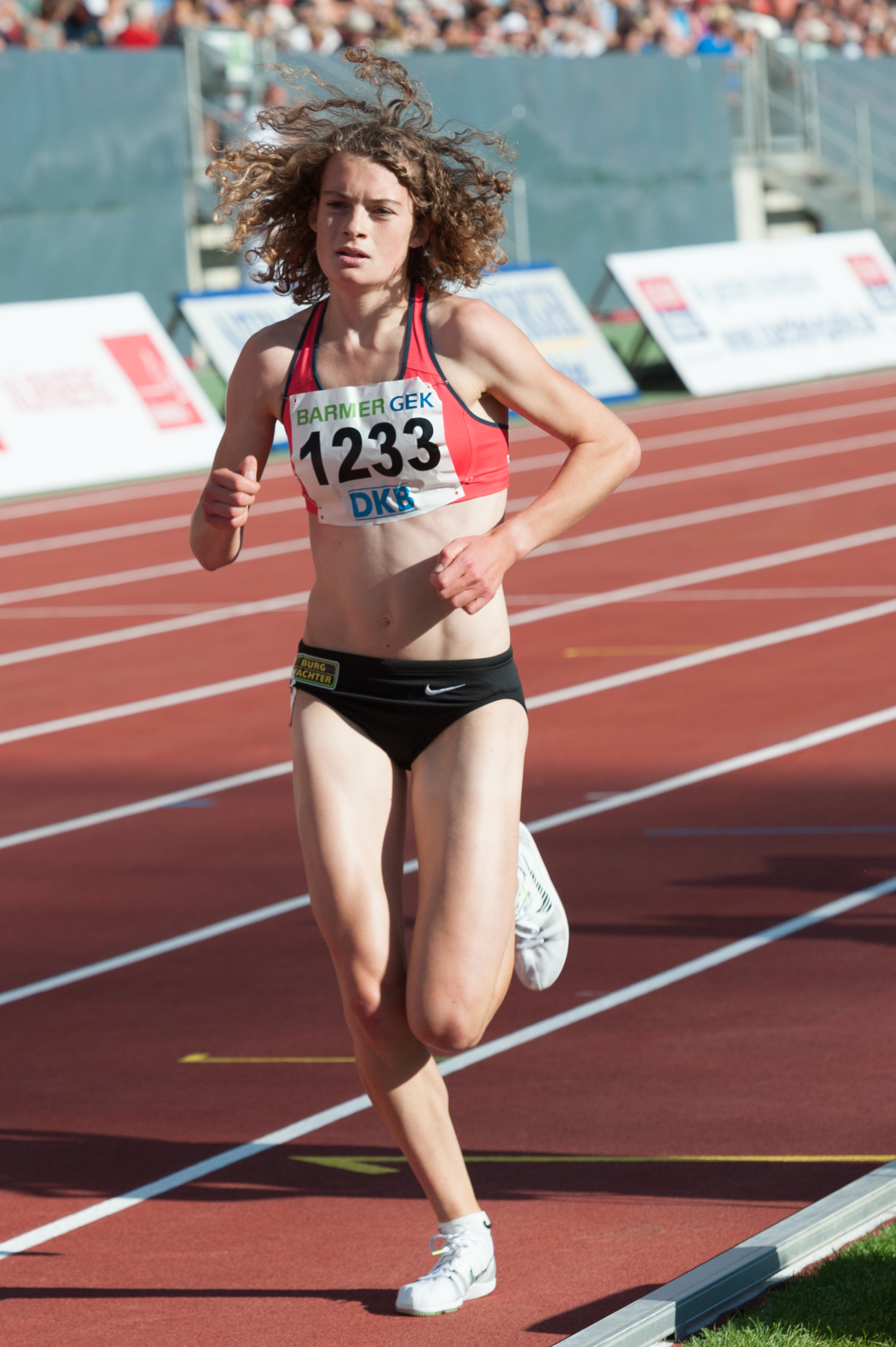
Alina Reh Rang neun in 15:10,01 min
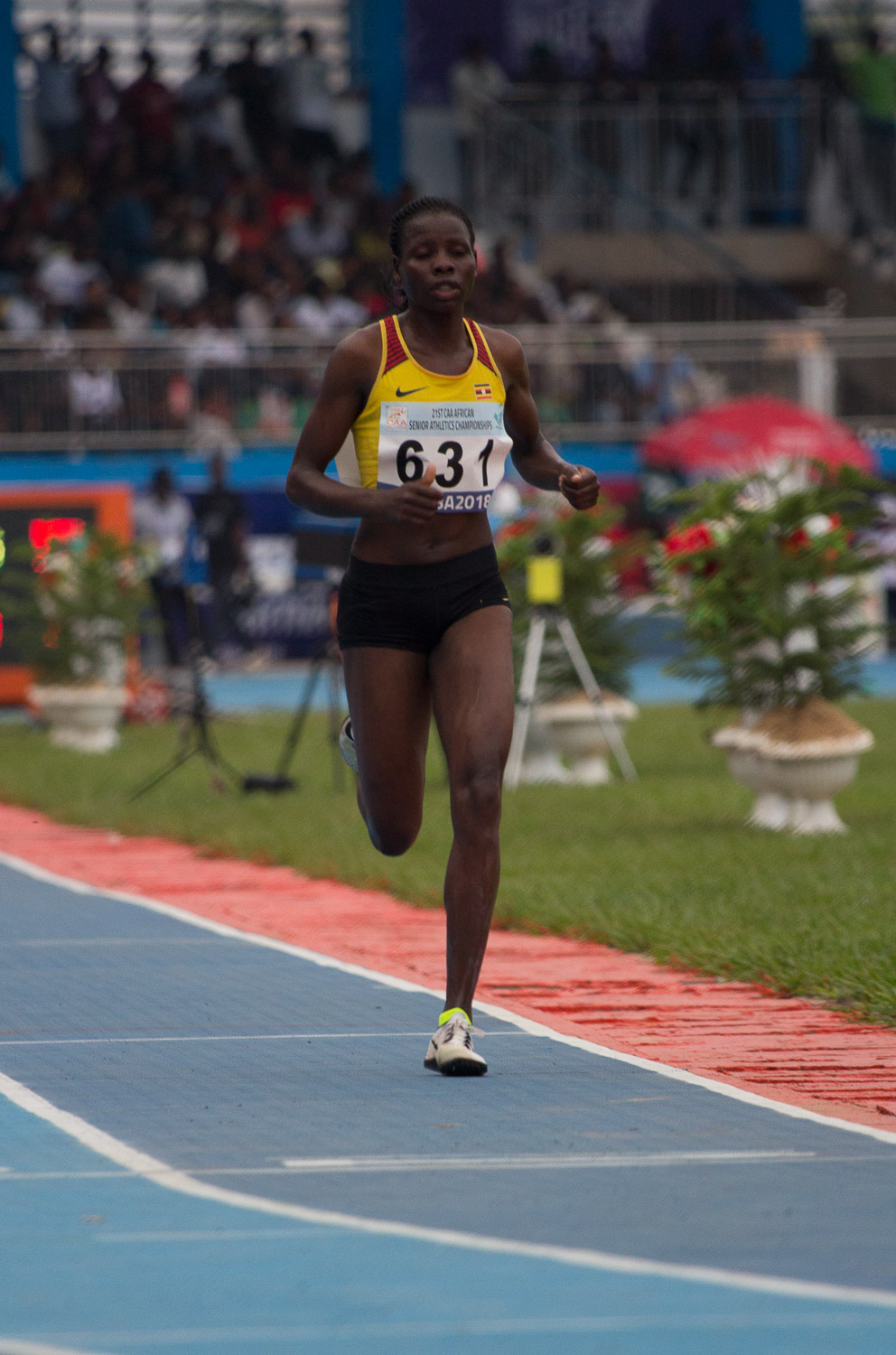
Mercyline Chelangat Rang zwölf in 15:16,75 min
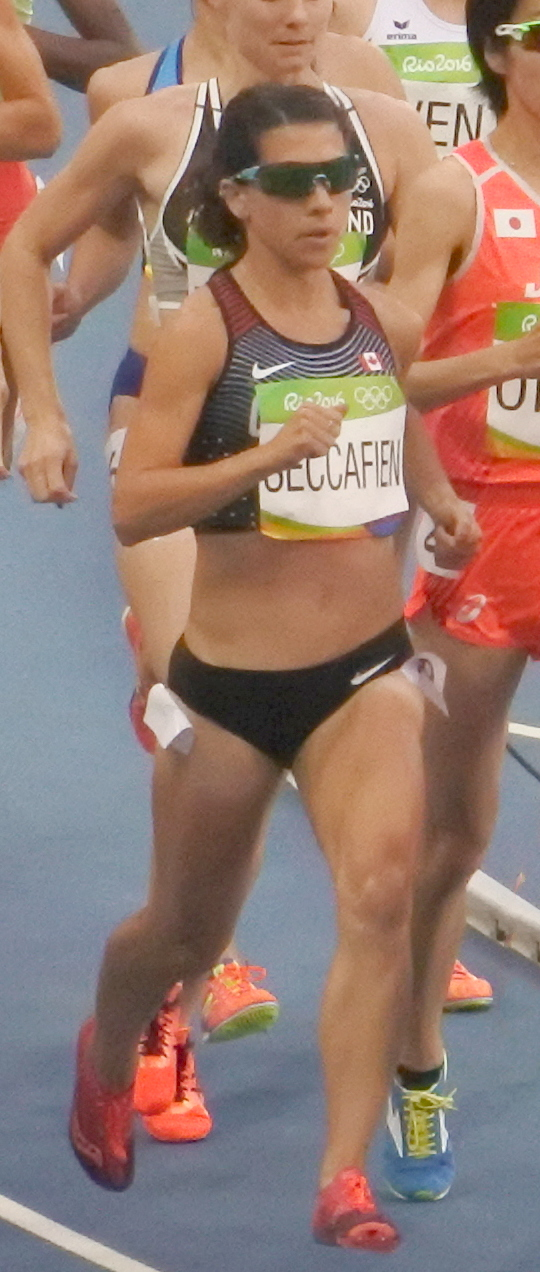
Andrea Seccafien Rang dreizehn in 15:19,39 min
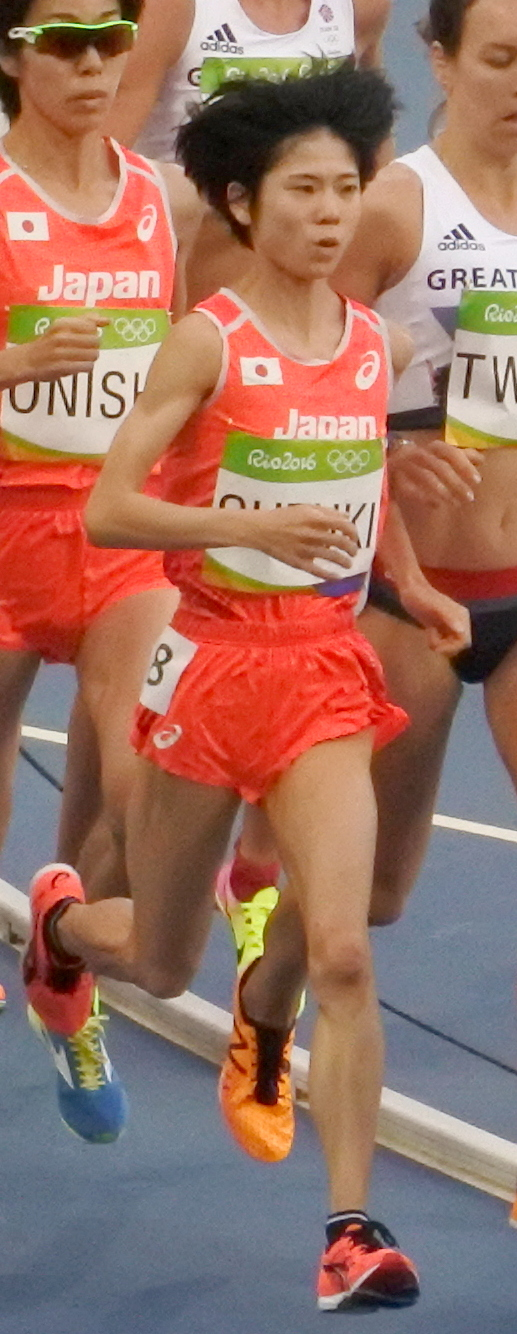
Ayuko Suzuki Rang vierzehn in 15:24,86 min
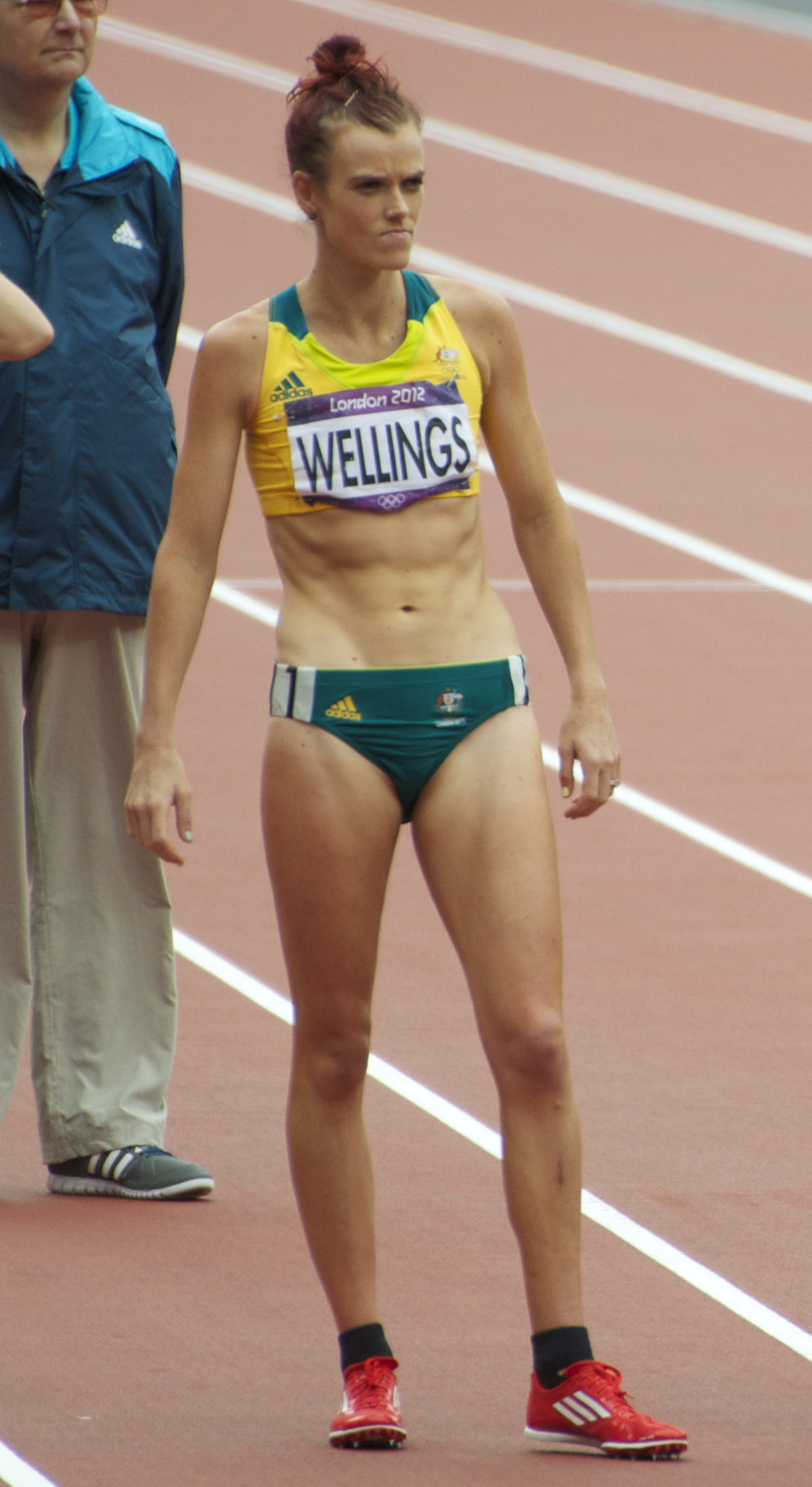
Eloise Wellings Rang fünfzehn in 15:25,92 min

### Lauf 2

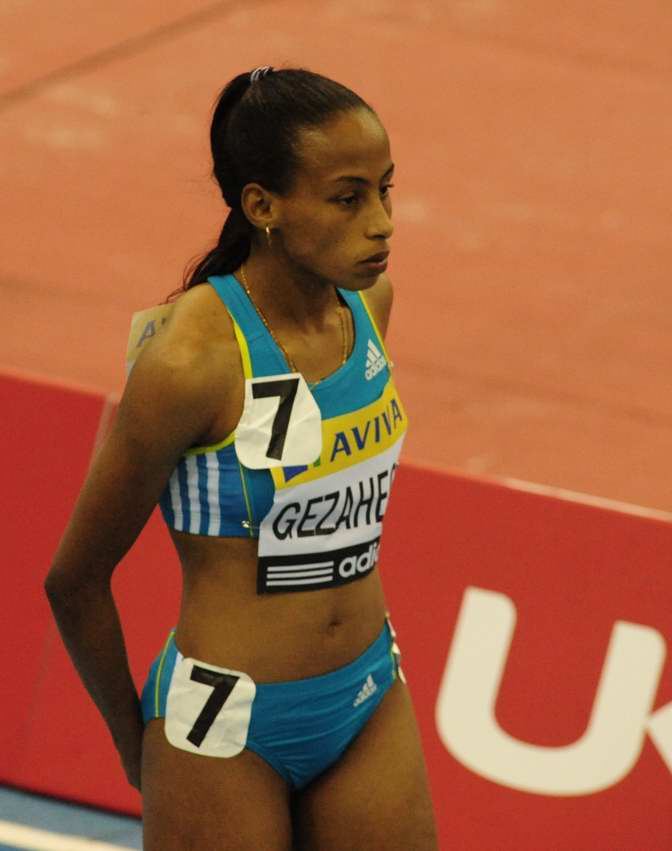
Kalkidan Gezahegne – ausgeschieden als Achte in 15:07,19 min

10. August 2017, 18:56 Uhr Ortszeit (19:56 Uhr MESZ)
| Platz | Name                       | Land           | Zeit (min)  |
| ----- | -------------------------- | -------------- | ----------- |
| 1     | Letesenbet Gidey           | Äthiopien      | 14:59,34    |
| 2     | Sifan Hassan               | Niederlande    | 14:59,85    |
| 3     | Shelby Houlihan            | USA            | 15:00,37 PB |
| 4     | Eilish McColgan            | Großbritannien | 15:00,38 PB |
| 5     | Margaret Chelimo Kipkemboi | Kenia          | 15:00,39    |
| 6     | Karoline Bjerkeli Grøvdal  | Norwegen       | 15:00,44 SB |
| 7     | Molly Huddle               | USA            | 15:03,60    |
| 8     | Kalkidan Gezahegne         | Bahrain        | 15:07,19 PB |
| 9     | Rina Nabeshima             | Japan          | 15:11,83 PB |
| 10    | Madeline Hills             | Australien     | 15:13,77    |
| 11    | Stella Chesang             | Uganda         | 15:23,02    |
| 12    | Jessica O’Connell          | Kanada         | 15:23,16    |
| 13    | Muriel Coneo               | Kolumbien      | 15:26,18 NR |
| 14    | Heidi See                  | Australien     | 15:38,86    |
| 15    | Stephanie Twell            | Großbritannien | 15:41,29    |
| 16    | Julija Schmatenko          | Ukraine        | 16:40,36    |
| DNS   | Genzebe Dibaba             | Äthiopien      |             |

Weitere im zweiten Vorlauf ausgeschiedene Läuferinnen:

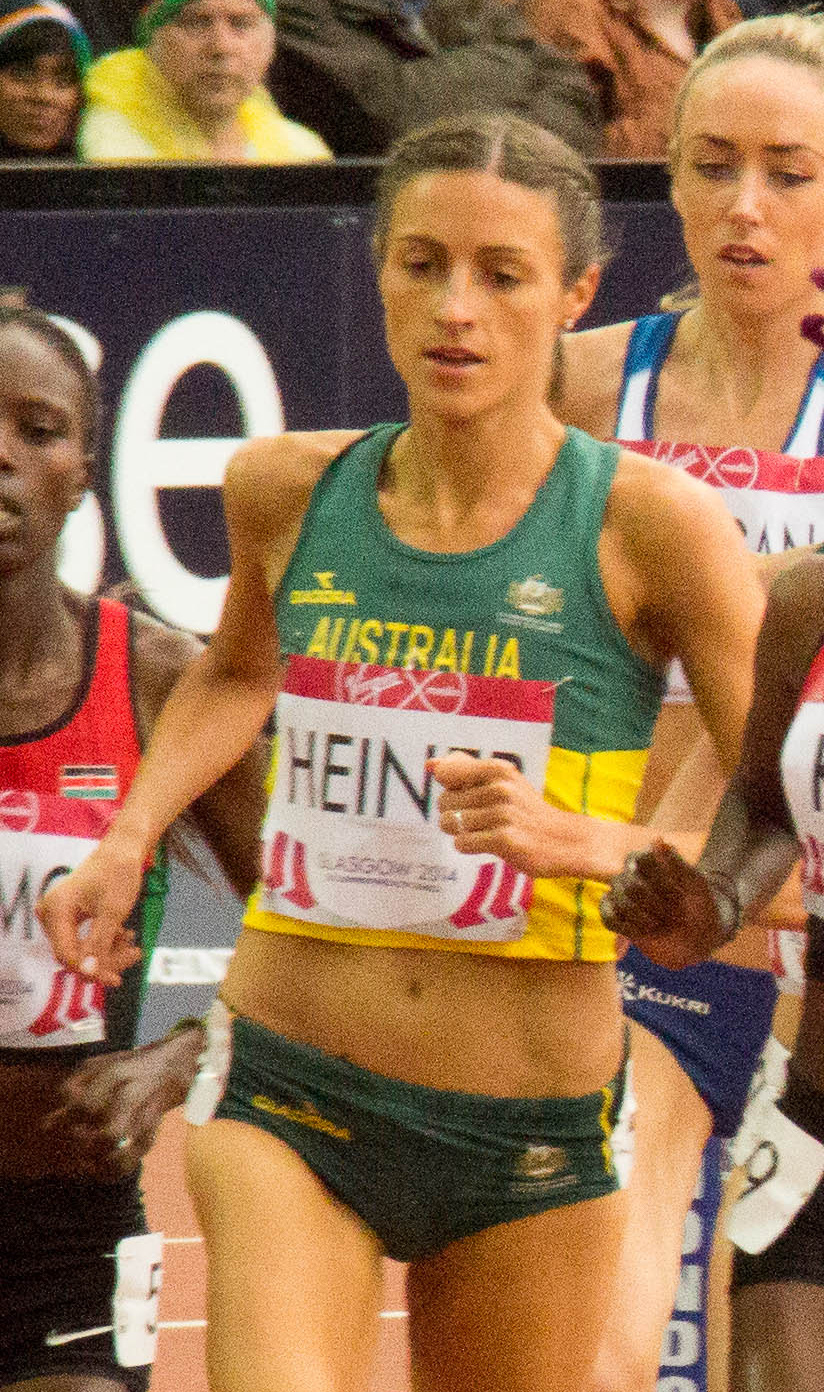
Madeline Hills – frühere Madeline Heiner – Rang zehn in 15:13,77 min
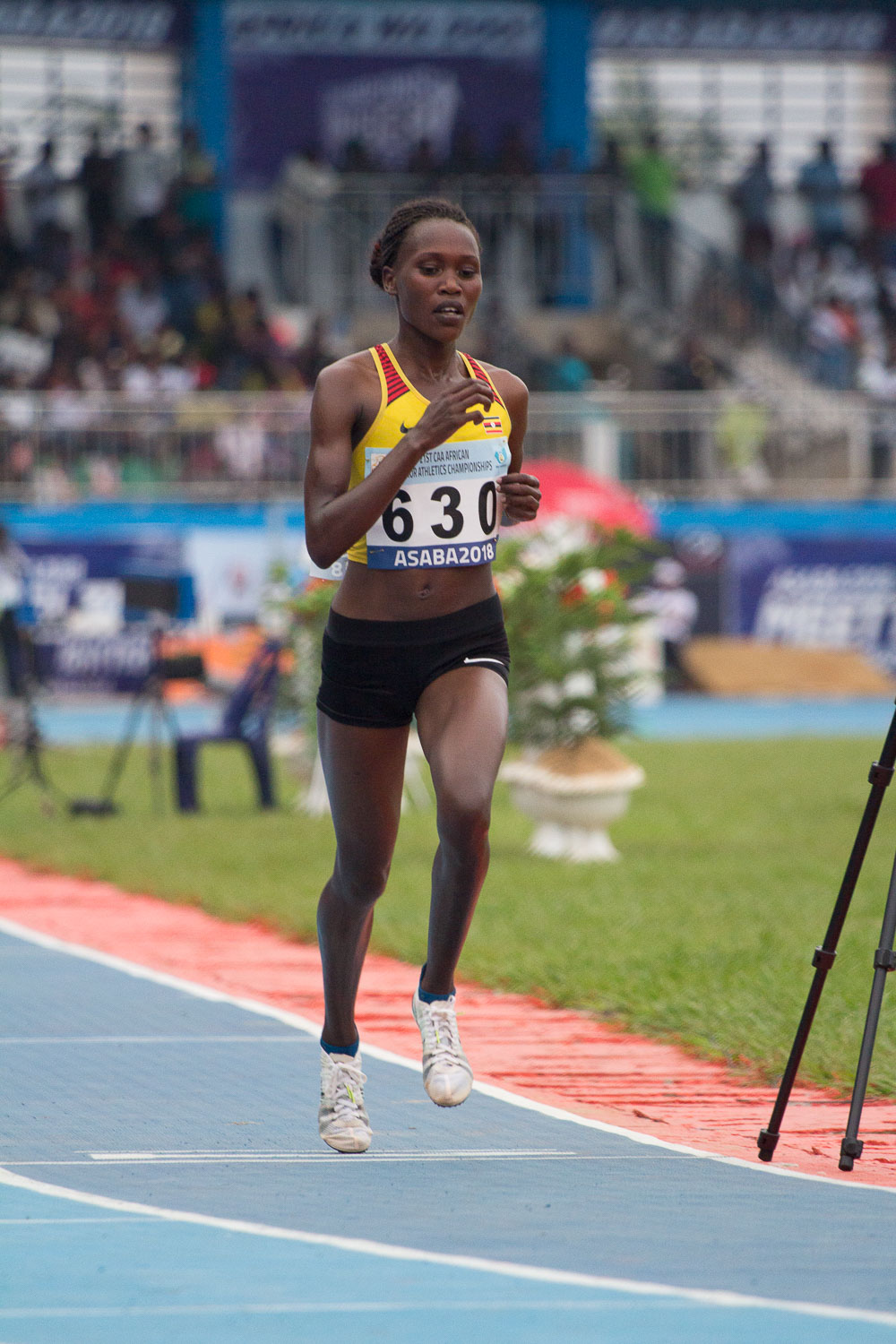
Stella Chesang Rang elf in 15:23,02 min
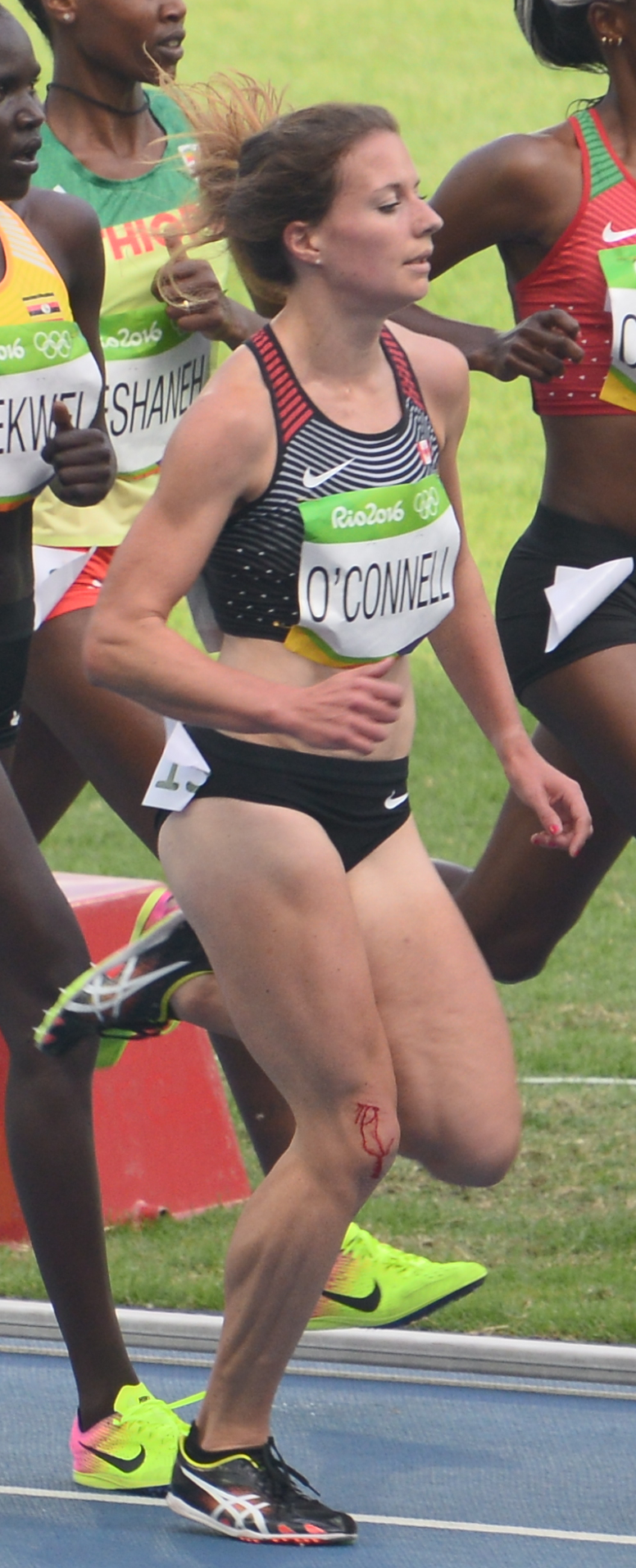
Jessica O’Connell Rang zwölf in 15:23,16 min
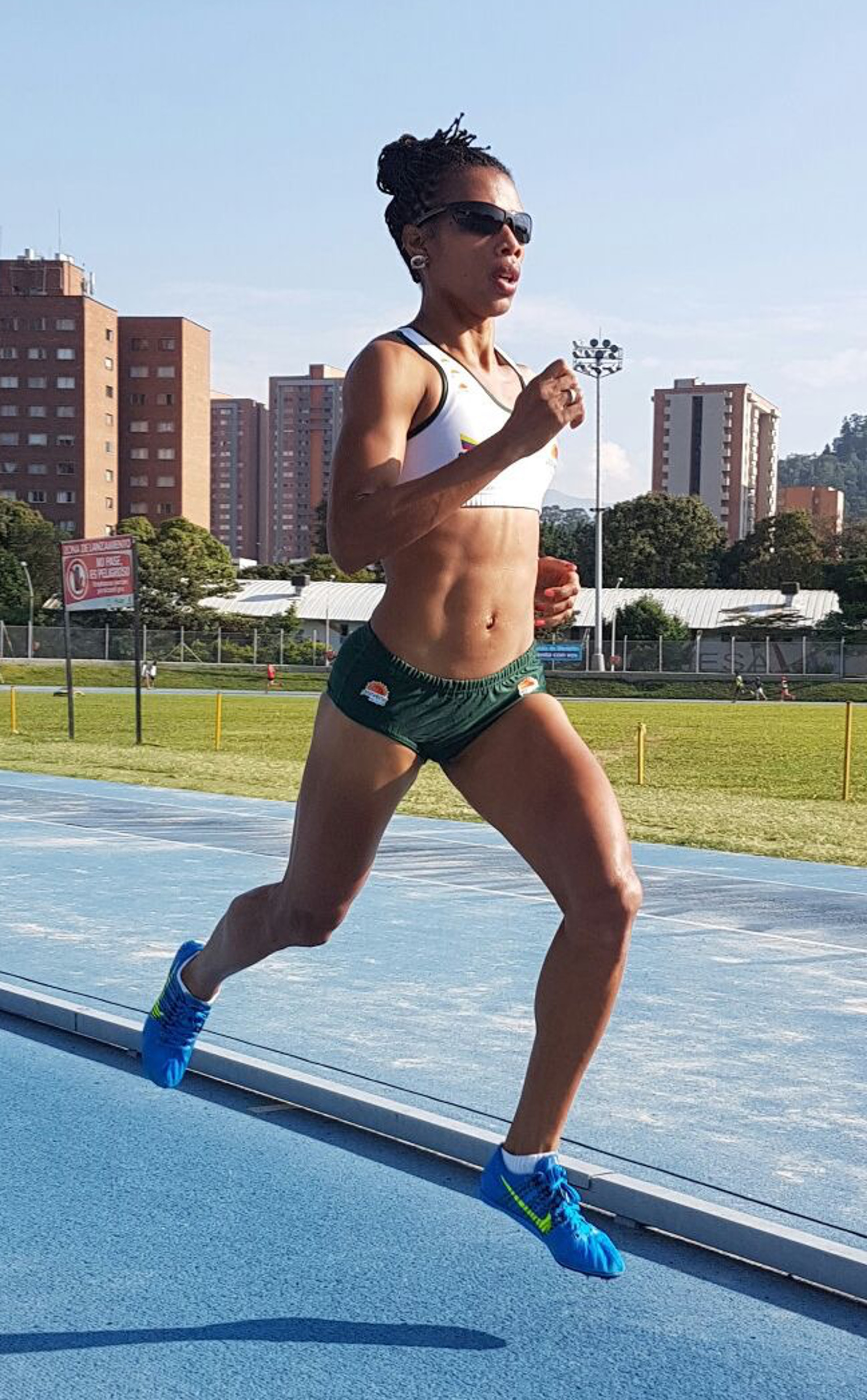
Muriel Coneo Rang dreizehn in 15:26,18 min
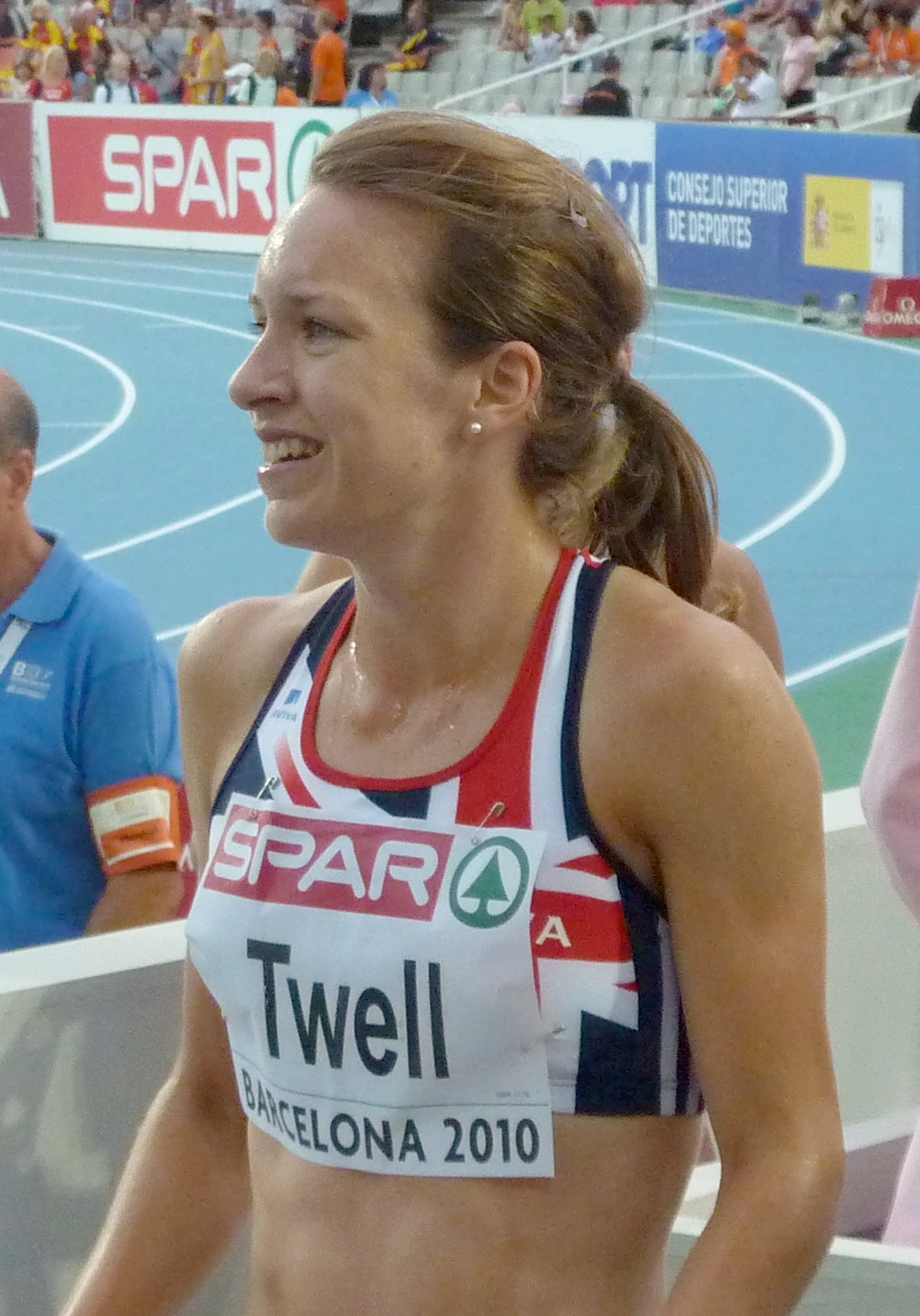
Stephanie Twell Rang fünfzehn in 15:41,29 min

## Finale
12. August 2017, 19:35 Uhr Ortszeit (20:35 Uhr MESZ)
Als Favoritinnen traten vor allem die äthiopische Weltmeisterin von 2015 und Olympiadritte von 2016 Almaz Ayana sowie die Kenianerin Hellen Obiri als Olympiazweite von 2016 an. Ayana hatte hier in London bereits das 10.000-Meter-Rennen gewonnen. Stark einzuschätzen waren auch die Vizeweltmeisterin von 2015 Senbere Teferi aus Äthiopien und die Niederländerin Sifan Hassan, unter anderem WM-Dritte von 2015 über 1500 Meter.
In der ersten Runde wollte niemand die Führungsarbeit übernehmen, die Läuferinnen bildeten ein über mehrere Bahnen breit aufgefächertes Feld, das Tempo war entsprechend gemäßigt. Kurz vor Beginn der zweiten Runde gingen die beiden Äthiopierinnen Kalkidan Gezahegne und Titelverteidigerin Ayana an die Spitze. Sie steigerten das Tempo nun mehr und mehr. Auf dem zweiten Kilometer wurde es dann richtig schnell. Ayana und Obiri setzten sich vorne ab, hinter ihnen bildete sich ein fünfköpfige Verfolgergruppe mit Hassan, den beiden Äthiopierinnen Teferi und Letesenbet Gidey sowie den beiden Kenianerinnen Margaret Kipkemboi und Sheila Chepkirui Kiprotich. Der zweite Kilometer wurde in 2:48,79 min zurückgelegt – zum Vergleich Kilometer eins: 3:18,62 min.
Im weiteren Verlauf vergrößerten die beiden Führenden ihren Vorsprung immer weiter, während die Verfolgerinnen von den stärksten Läuferinnen des restlichen Feldes wieder gestellt wurden und sich eine neunköpfige Gruppe bildete. Ayana setzte weiter voll auf die Tempokarte, Obiri ließ sich jedoch nicht abschütteln. Zu Beginn der letzten Runde lagen die beiden circa fünfzig Meter vor ihren Verfolgerinnen. Auf der Gegengeraden startete Obiri ihren Angriff auf Ayana und zog an ihr vorbei. Dieser Attacke hatte Ayana nichts mehr entgegenzusetzen. Hellen Obiri wurde Weltmeisterin, Almaz Ayana gewann nach Gold über 10.000 Meter nun Silber auf der halb so langen Distanz. Aus der kleiner gewordenen Verfolgergruppe hatte sich Sifan Hassan währenddessen gelöst und kam als Dritte ins Ziel. Senbere Teferi belegte den vierten Platz vor Margaret Kipkemboi. Die Britin Laura Muir kam nach ihrem vierten Rang über 1500 Meter hier auf den sechsten Platz. Siebte wurde die Kenianerin Sheila Chepkirui Kiprotich vor der Niederländerin Susan Krumins.
| Zwischenzeiten      | Zwischenzeiten | Zwischenzeiten                                                                                             | Zwischenzeiten |
| Zwischenzeit- Marke | Zwischenzeit   | Führende                                                                                                   | 1000-m-Zeit    |
| ------------------- | -------------- | --- | -------------- |
| 1000 m              | 3:18,62 min    | Kalkidan Gezahegne mit dem geschlossenen Feld                                                              | 3:18,62 min    |
| 2000 m              | 6:07,41 min    | Ayana, Obiri – ca. 2,5 s vor Gidey, Kipkemboi, Chepkirui, Hassan, Teferi – ca. 7 s vor dem Rest des Feldes | 2:48,79 min    |
| 3000 m              | 8:58,04 min    | Ayana, Obiri – ca. 9 s vor 12-köpfiger Verfolgergruppe                                                     | 2:50,63 min    |
| 4000 m              | 11:49,95 min   | Ayana, Obiri – ca. 10 s vor Teferi, Kipkemboi, Hassan – ca. 14 s vor Chepkirui, Krumins                    | 2:51,91 min    |
| 5000 m              | 14:34,86 min   | Hellen Obiri                                                                                               | 2:44,91 min    |

| Platz | Athletin                   | Land           | Zeit (min)  |
| ----- | -------------------------- | -------------- | ----------- |
|       | Hellen Obiri               | Kenia          | 14:34,86    |
|       | Almaz Ayana                | Äthiopien      | 14:40,35 SB |
|       | Sifan Hassan               | Niederlande    | 14:42,73    |
| 4     | Senbere Teferi             | Äthiopien      | 14:47,45    |
| 5     | Margaret Chelimo Kipkemboi | Kenia          | 14:48,74    |
| 6     | Laura Muir                 | Großbritannien | 14:52,07 PB |
| 7     | Sheila Chepkirui           | Kenia          | 14:54,05 PB |
| 8     | Susan Krumins              | Niederlande    | 14:58,33    |
| 9     | Shannon Rowbury            | USA            | 14:59,92    |
| 10    | Eilish McColgan            | Großbritannien | 15:00,43    |
| 11    | Letesenbet Gidey           | Äthiopien      | 15:04,99    |
| 12    | Molly Huddle               | USA            | 15:05,28    |
| 13    | Shelby Houlihan            | USA            | 15:06,40    |
| 14    | Kalkidan Gezahegne         | Bahrain        | 15:28,21    |
| DNF   | Karoline Bjerkeli Grøvdal  | Norwegen       |             |

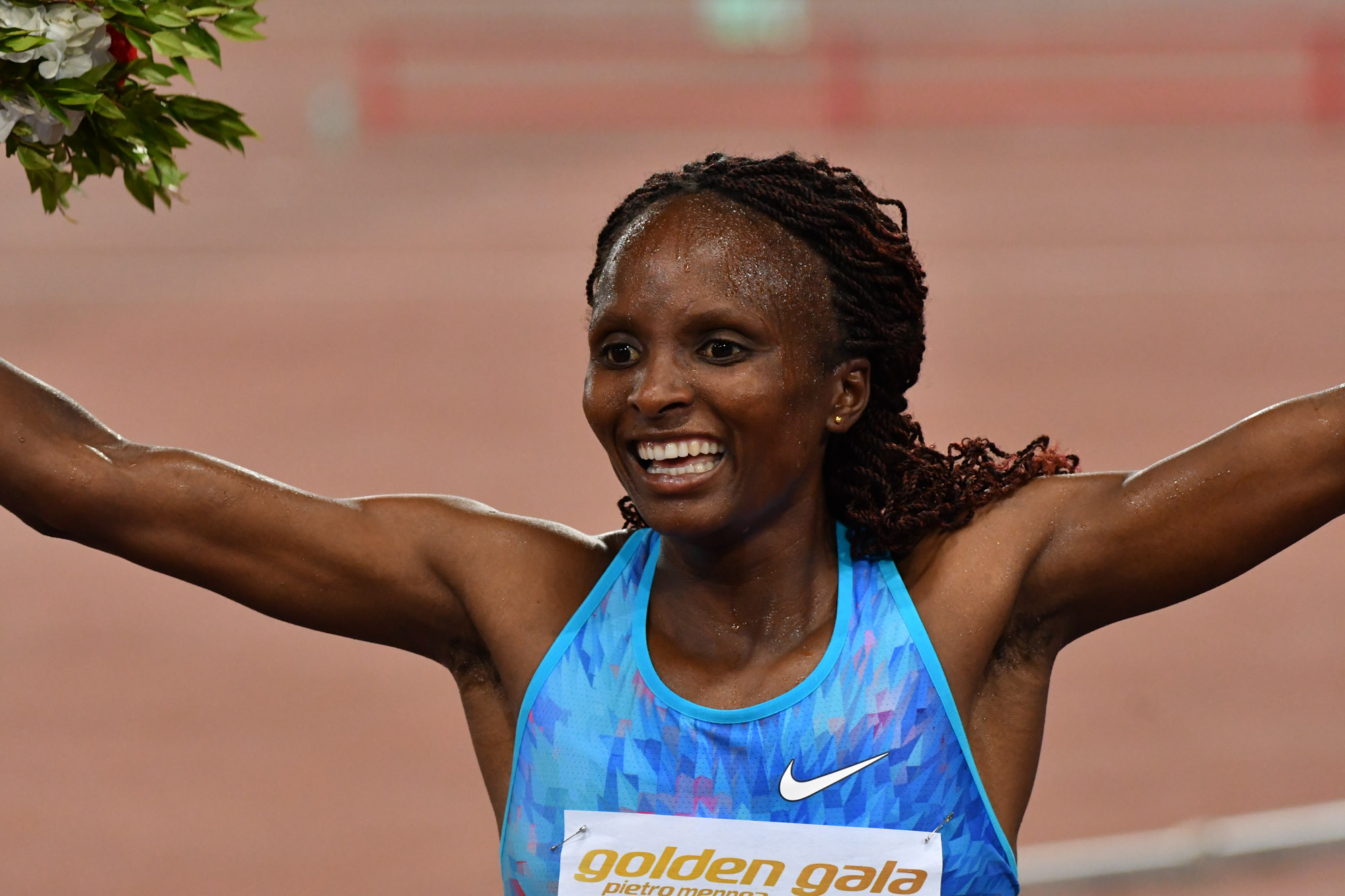
Weltmeisterin Hellen Obiri
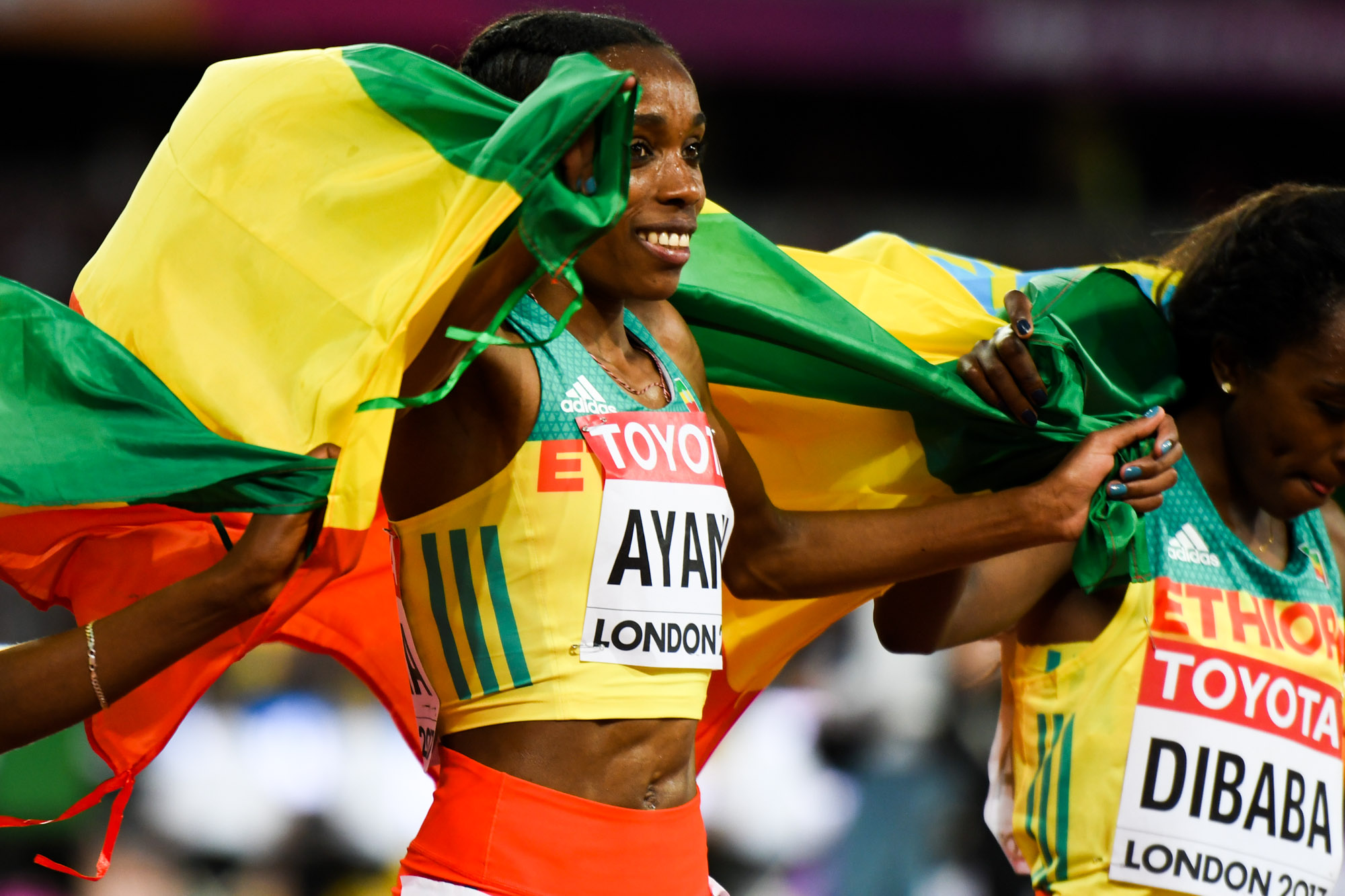
Vizeweltmeisterin Almaz Ayana
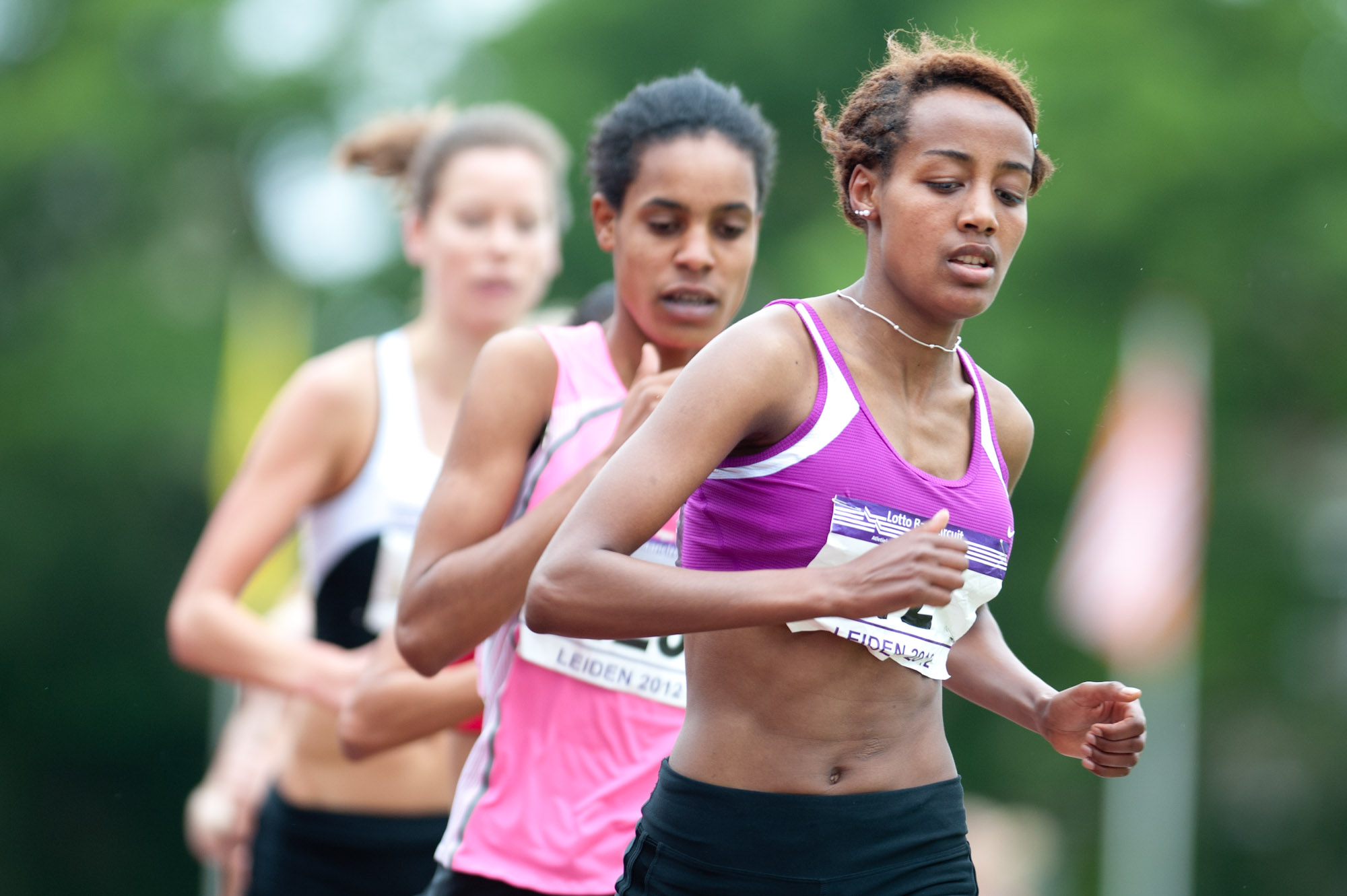
Bronzemedaillengewinnerin Sifan Hassan

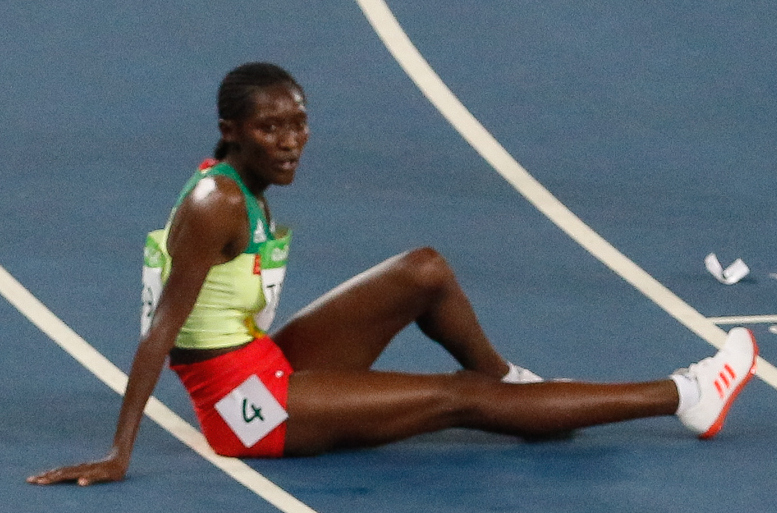
Senbere Teferi erreichte den vierten Platz
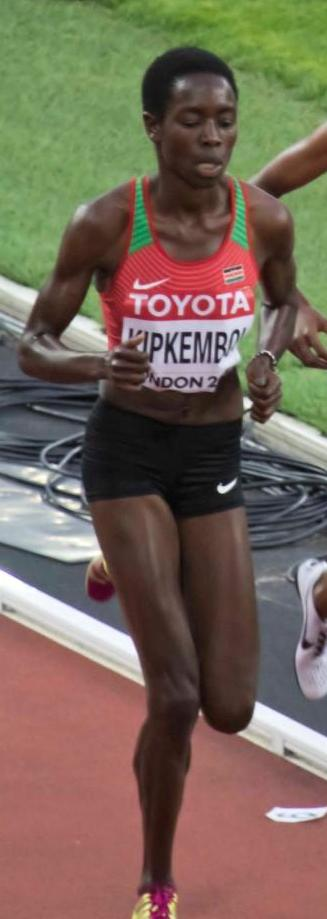
Rang fünf für Margaret Kipkemboi
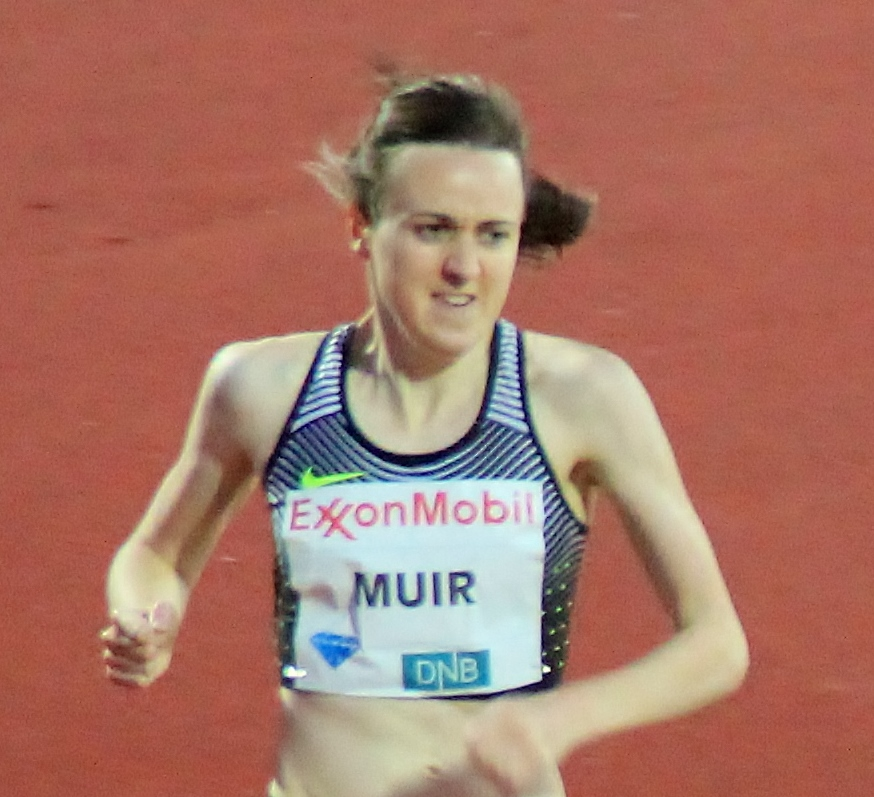
Laura Muir belegte Rang sechs
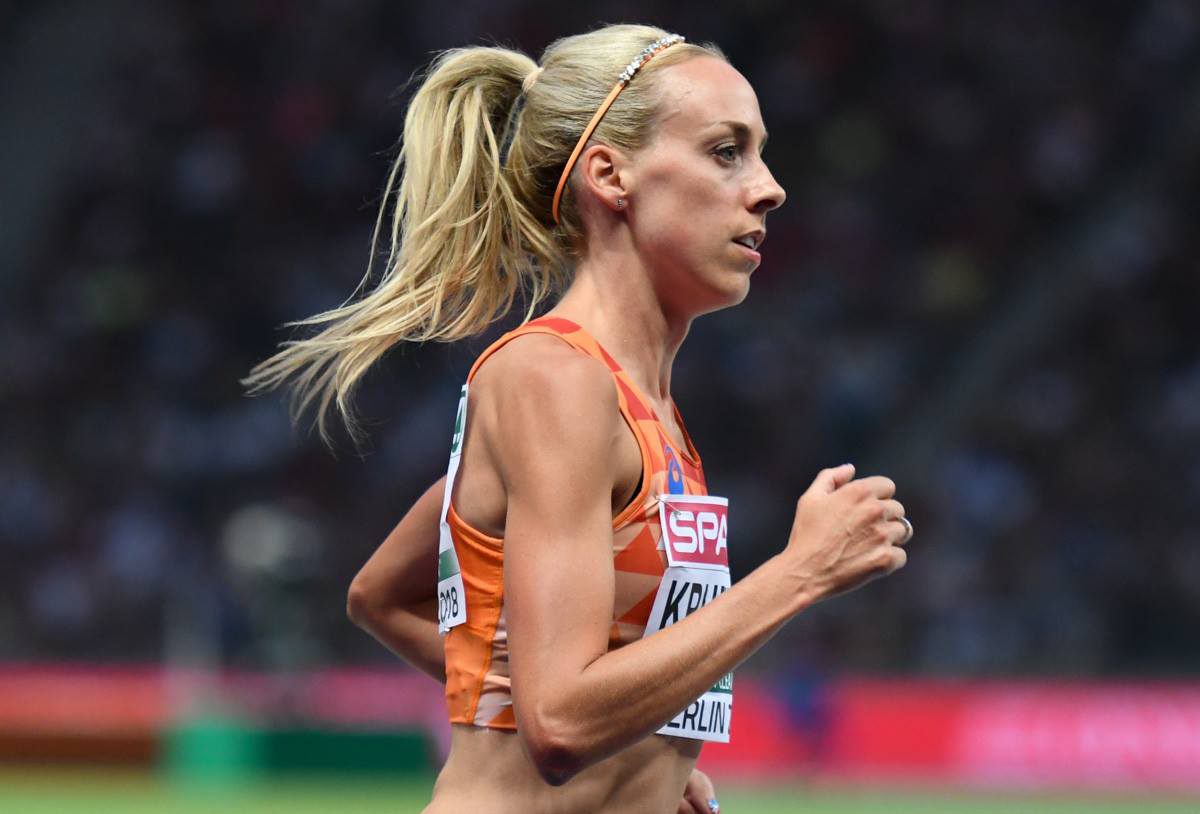
Susan Krumins kam auf den achten Platz
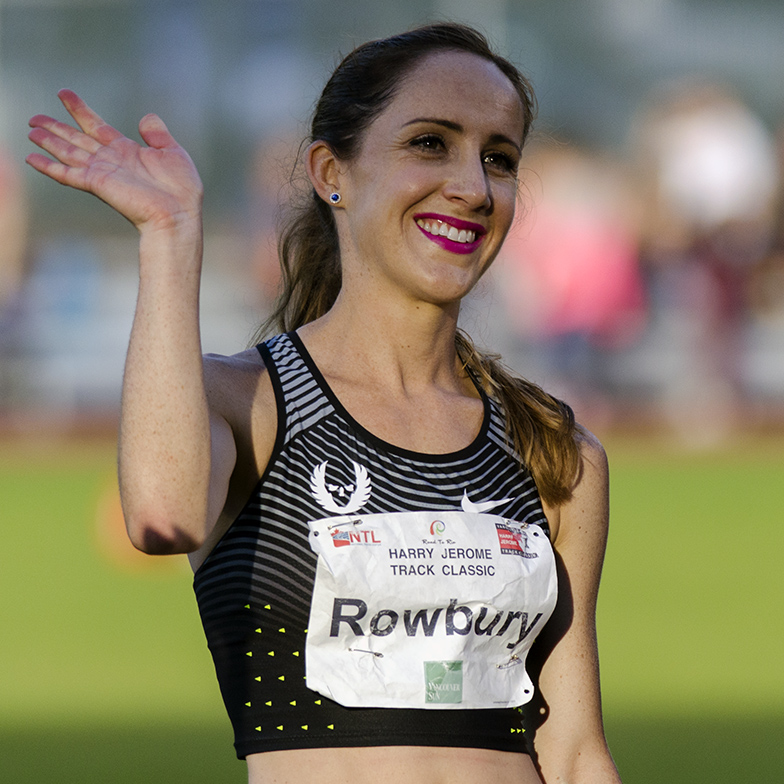
Shannon Rowbury wurde Neunte
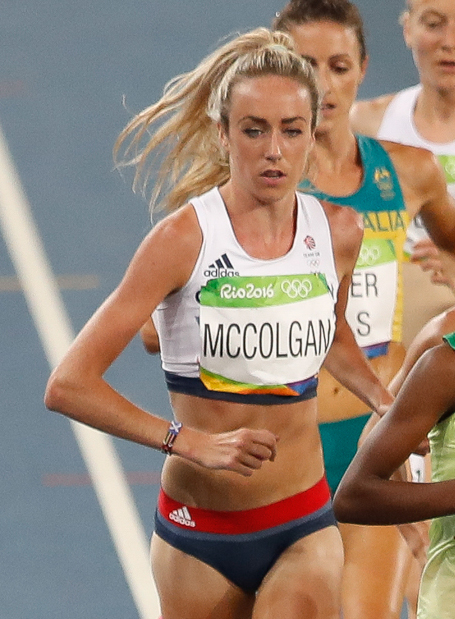
Eilish McColgan belegte Platz zehn
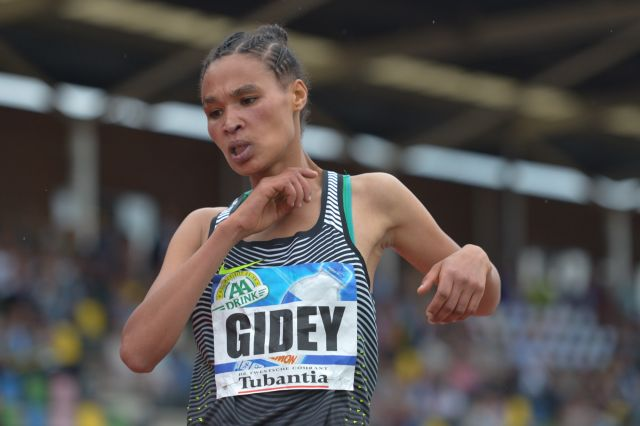
Letesenbet Gidey kam auf Rang elf

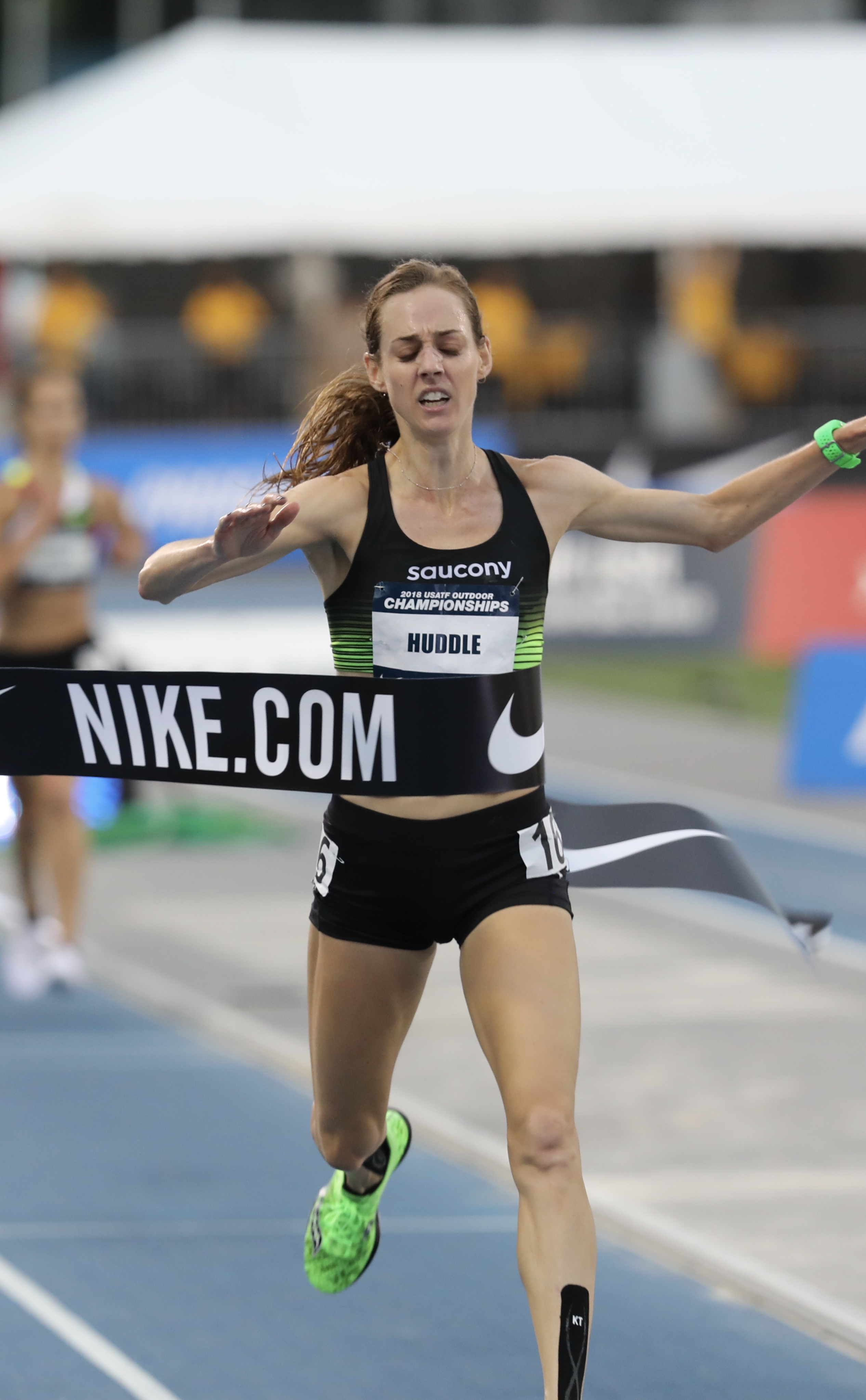
Molly Huddle – Platz zwölf
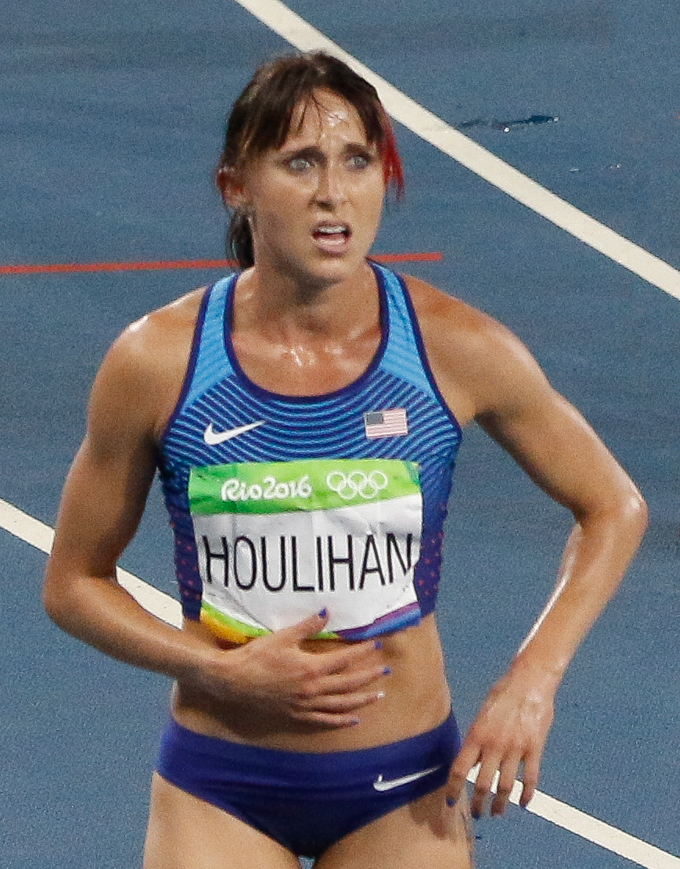
Shelby Houlihan belegte Platz dreizehn
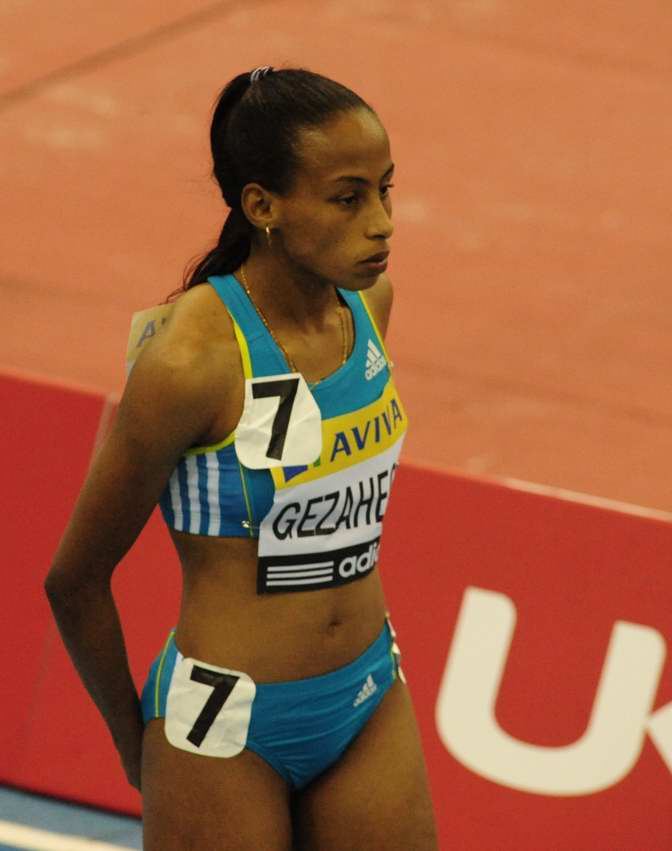
Kalkidan Gezahegne kam auf den vierzehnten Platz
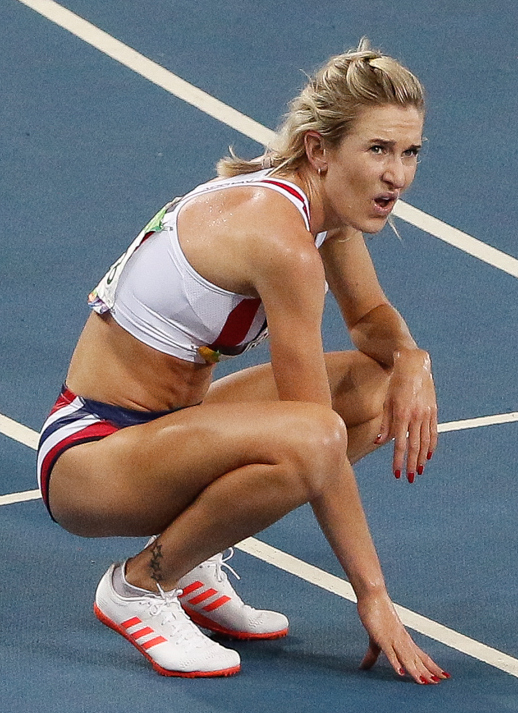
Karoline Grøvdal gab das Rennen auf

## Video
- 5000m women, World Championships 2017, Full Race, youtube.com, abgerufen am 5. März 2021